# Masters Series Monte-Carlo 2008
Masters Series Monte-Carlo 2008 — 102-й розыгрыш ежегодного профессионального теннисного турнира среди мужчин, проводящегося во французском городе Рокебрюн—Кап-Мартен и являющегося частью тура ATP в рамках серии Masters.
В 2008 году турнир прошёл с 19 по 27 апреля на кортах Monte-Carlo Country Club. Соревнование продолжало околоевропейскую серию грунтовых турниров, подготовительную к майскому Roland Garros.
Прошлогодние победители:
- в одиночном разряде —  Рафаэль Надаль
- в парном разряде —  Боб Брайан и  Майк Брайан

## Соревнования

### Одиночный турнир
Рафаэль Надаль обыграл  Роджера Федерера со счётом 7-5, 7-5.
- Надаль выигрывает 1й одиночный титул в сезоне и 24й за карьеру в основном туре ассоциации. На этом турнире он побеждает в 4й раз подряд.
- Федерер вышел в свой 2й одиночный финал в сезоне и 72й за карьеру в основном туре ассоциации.
- Надаль и Федерер встречаются в финале этого турнира уже третий год подряд и всегда победу одерживал Надаль.

### Парный турнир
Рафаэль Надаль /  Томми Робредо обыграли  Махеша Бхупати /  Марка Ноулза со счётом 6-3, 6-3.
- Надаль выигрывает 1й парный титул в сезоне и 4й за карьеру в основном туре ассоциации.
- Робредо выигрывает 1й парный титул в сезоне и 2й за карьеру в основном туре ассоциации.